# 普墺戦争
普墺戦争（ふおうせんそう、独: Deutscher Krieg）は、1866年に起こったプロイセン王国とオーストリア帝国との戦争。7週間戦争やプロイセン＝オーストリア戦争とも呼ばれる。
当初は、オーストリアを盟主とするドイツ連邦が脱退したプロイセンに宣戦するという形で開始されたが、その後ドイツ連邦内にもプロイセン側につく領邦が相次ぎ、連邦を二分しての統一主導権争いとなった。ケーニヒグレーツの戦いでプロイセン軍がオーストリア軍に完勝し、戦争は急速に終結した。この戦争によって、「ドイツ統一」はオーストリアを除外してプロイセン中心に進められることになった。

## 背景

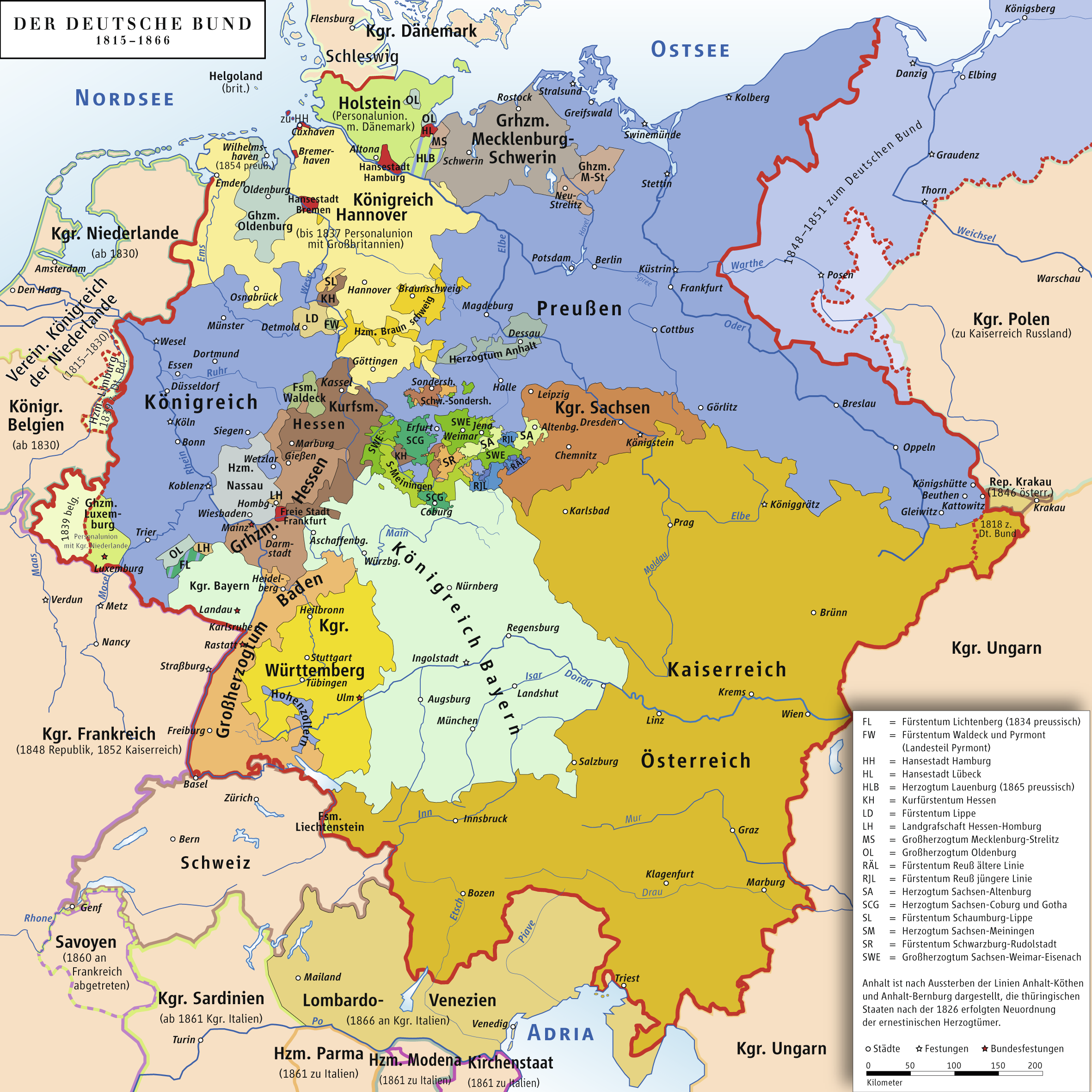
ドイツ諸国（1815-1866）;赤い線はドイツ連邦の領域を指している

19世紀後半、第二次産業革命の波はドイツにも流れ込んだ。しかし、小国分立で十分な経済圏が無い当時のドイツでは、重工業の健全な発展は不可能であった。
このままでは弱小な農業国から抜け出せないという焦りから、ドイツ民族の統一を求める民族主義が各地で高まったが、具体的な統一方法では意見が分かれた。特に、領土の広さだけで見れば、ドイツ本土全体に匹敵するほどの広大な領土を中東欧に持つ一方、ドイツ人地域（現在のオーストリアの版図に近い）を中枢とするとはいうものの、多数のスラヴ人・マジャール人を支配するオーストリア帝国を、統一ドイツに含めるか否かは大問題であった。
ドイツ民族以外を統一ドイツに入れるわけにはいかないという民族主義的意見、オーストリアを入れれば事実上他の地域は属国になってしまうという政治的意見、逆に現実的にはオーストリアには逆らえないという意見等があった。非ドイツ人地域を独立させてドイツ人地域オーストリアを入れる大ドイツ主義と、それを容認しない小ドイツ主義に、非ドイツ人地域もふくめた統一国家を目指す中欧帝国構想の3つの意見が分れ、それを政治的に利用する国が現れた。
大ドイツ主義は多数派の理想ではあったものの、当然オーストリアが拒否した。オーストリアの掲げる中欧帝国構想を拒否しての小ドイツ主義は、精強な軍隊を持ち、ドイツでも一目置かれていたプロイセン王国が旗手となった。
過去にはナポレオン戦争やポーランド分割で協調体勢も見せていた両国だったが、プロイセンが首相オットー・フォン・ビスマルクの下、軍備増強の強硬な政策をとるに至り、オーストリアとの対立が表面化する。プロイセンは一旦はオーストリアに融和的な姿勢を示し、第二次シュレースヴィヒ＝ホルシュタイン戦争（1864年）ではオーストリアと連合してデンマーク王国と戦い、シュレースヴィヒ＝ホルシュタイン公国をプロイセン・オーストリア両国の共同管理とした。しかし、これはビスマルクの策略であった。プロイセンはやがてオーストリア管理地域に介入し、オーストリアを激怒させた。ここに普墺戦争が開始される。

## 開戦まで
第二次シュレースヴィヒ＝ホルシュタイン戦争の後、ガスタイン協定によりデンマーク王国から支配権を獲得し、シュレースヴィヒにはプロイセン軍、ホルシュタインにはオーストリア軍が駐屯していた。しかし、両州の処遇を巡ってプロイセン王国とオーストリア帝国は対立を深めた。6月7日、シュレースヴィヒに駐屯していたエドヴィン・フォン・マントイフェル将軍のプロイセン軍がホルシュタインに侵入したことで、普墺戦争が勃発した。11日にはオーストリアがホルシュタイン襲撃の非道をフランクフルトのドイツ連邦議会に訴え、14日にプロイセンの罪の決議を迫り、プロイセンはドイツ統一を妨げているオーストリアの排除を論じ、決議ではプロイセンの罪が断じられた。これによりドイツ連邦によるプロイセンの討伐が決まり、プロイセンは反発してドイツ連邦を脱退した。
このように1866年6月15日プロイセンは宣戦布告を行って、ホルシュタインのオーストリア管理地域を占領した。プロイセンの行為を侵略的と見たバイエルン王国、ザクセン王国、ヴュルテンベルク王国、ヘッセン選帝侯国などはオーストリア側に付いたが、北ドイツの小邦はプロイセンに付いた。6月20日にはオーストリアのヴェネト領有を不満とするイタリア王国も、プロイセンと同盟して宣戦布告し、第3次イタリア独立戦争が開始された。
外部の勝敗予想は五分五分であったが、当時のプロイセンには軍事的天才がいた。参謀総長大モルトケである。プロイセン参謀本部は軍隊の迅速な移動のため元々道路整備に熱心だったが、大モルトケは当時の最新技術である鉄道線と電信設備を重視し、オーストリア国境までこの2つをあらかじめ整備させていた。そのため、開戦してからのプロイセン軍は、オーストリア側の予想を超えた迅速かつ整然とした進撃を行うことができた。

## ホルシュタインの戦い
オーストリアから離れた飛び地であるホルシュタインのキールに本営を置いていたオーストリア軍のルートヴィヒ・フォン・ガブレンツ将軍は、歩兵1個旅団と竜騎兵1個連隊の合計約4,000人、ホルシュタイン官吏を率い、アウグステンブルク公を伴ってキールからハンブルク付近のアルトナへ撤退した。シュレースヴィヒに駐屯していたプロイセン軍のマントイフェル将軍は、歩兵2個旅団、騎兵1個旅団の合計約12,000人を率いてアイダー川を渡河して南下・侵攻し、ホルシュタインのキール、レンツブルク、イツェホーの諸都市を占領した。
11日、プロイセン軍はイツェホー市で地主会を解散させ、会議場を閉鎖して、守兵に門を守らせた。12日夜、プロイセン軍の優勢を察したガブレンツ将軍はアルトナを離れ、鉄道でハノーファー、カッセル、フランクフルトを経てボヘミア方面の主力へ合流した。無血のままシュレースヴィヒからオーストリア軍を追い払ったマントイフェル将軍のプロイセン軍（歩兵12個大隊、騎兵8個大隊、砲兵6個大隊）は、進退の自由を得たため、西部ドイツ戦線への投入が可能となった。一方、ガブレンツ将軍のオーストリア軍（歩兵5個大隊、騎兵2個大隊、砲兵1個大隊）は本国兵力に合流することに成功したが、友邦のドイツ諸邦への援護が不可能となった。
結局、シュレースヴィヒ＝ホルシュタイン州はプロイセンの支配地となり、新たに州総督にカール・フォン・シール＝プレッセンが任命された。

## ドイツ西部諸邦の戦い
プロイセン軍の本体はザクセンを経て、オーストリア正面となるボヘミアの主戦場へ向かったが、それとは別にオーストリア側についたドイツ西部諸邦についても派兵を行った。6月15日にはドイツ連邦議会で反プロイセン票を入れたザクセン王国、ハノーファー王国、ヘッセン選帝侯国（ヘッセン＝カッセル）の3か国に局外中立と軍備解除を12時間の回答期限で要求し、回答がなかったために同日の夕方には開戦を布告し、16日より侵攻を開始した。当時、ドイツ連邦には対フランス用の5個の要塞が整備されており、交渉の決裂によりマインツ、ルクセンブルク、ランダウ、ラシュタット、ウルムの要塞からグスタフ・フリードリヒ・フォン・バイエル少将のプロイセン軍は退去してヴェッツラーヘ集結、オーストリア兵はヘッセン公アレクサンダーの指揮下でフランクフルト付近に集合した。両軍の状況は次の通りであった。
6月15日、プロイセン王国がドイツ西部諸邦へ派遣したマイン軍の編成は、司令官にエドゥアルト・フォーゲル・フォン・ファルケンシュタイン大将、参謀長にクラーツュシロー大佐、その指揮下にはアウグスト・カール・フォン・ゲーベン中将の第13師団約14,000人（プロイセン領ヴェストファーレンより召集、ミンデンに集結）、マントイフェル中将の集成師団約14,000人（ホルシュタインより南下）、バイエル少将の集成師団約20,000人（連邦要塞より退去、ヴェッツラーに集結）の以上約48,000人。目的はドイツ西部諸邦とオーストリア本国との分断。
オーストリア側の兵力は当初統一指揮がなかったが6月旬から、連邦軍第7軍団長であったバイエルン国王カールが司令官となり、直率の約50,000人（歩兵3個半師団、騎兵1個師団、砲兵1集団。ヴュルツブルクに集結）、また指揮下にハノーファー王のハノーファー軍約20,000人、ヘッセン公アレクサンダーの第8軍団約53,000人（大砲114門、内訳はヴュルテンベルク兵14,000人・大砲42門、バーデン兵12,000人・大砲38門、ヘッセン兵10,000人・大砲24門、ナッサウ兵5,000人）以上約120,000人。目的はプロイセン軍のテューリンゲン以北への駆逐とヴェストファーレン領のプロイセン本国からの分断およびハノーファーの援助であった。
プロイセンは開戦期限の15日夕方から行動を開始し、3方面より攻勢を取った。北方のマントイフェル軍はハンブルクから南進、西方のゲーベン軍はミンデンから東進、ハノーファーを目指し、南方からバイエル軍がヴェッツラーからカッセルへ北進して包囲を狭めた。ハノーファー軍は戦備も戦意も乏しく、15日にホルシュタインから撤退してきたカブレンツ将軍のオーストリア軍がハノーファーの防備も固めるどころか深夜に鉄道でゲッティンゲンへ去ったことで動揺が広がった。16日の朝、ハノーファー王ゲオルクは失明にもかかわらず兵力をゲッティンゲンに集中してプロイセン軍に抵抗しようとした。西方から東進したゲーベン軍は16日朝にミンデンを進発して抵抗もなくシュタットハーゲンへ進出、更に17日午後5時にハノーファー市を占領した。18日には同国政府を掌握し、国民も支配に従った。北方のハンブルクから南進したマントイフェル軍は破壊された鉄道の修理に時間を費やしたが、ラウエンブルク経由で18日にはリューネブルクに進出、19日夕方に鉄道でハノーファー市へ到着した。21日にはカッセル陥落の報によってハノーファー軍はゲッティンゲンを退いた。
エルベ川に所在していたプロイセン海軍もマントイフェル軍の歩兵1個大隊を3隻の輸送船に乗せて護衛し、18日の午前にステードに向かい、19日午前3時には水兵を含む部隊が市街戦の後に占領した。19日、ウェゼル河口のヴィルヘルムの守兵はプロイセン軍の到達を聞いて退却した。22日、エムズ河口のエムデン砲台がプロイセン軍に占領された。
ヴェッツラーのバイエル軍は15日よりカッセル占領のために進撃し、20,000人の兵力を国境のギーセンに集結し、政府を敵とし人民を敵としないことをカッセルに布告した。ヘッセン＝カッセルでは15日の開戦に驚き、王城を捨ててマインツへ向けた退却準備を始めた。またカッセル-マーブルク間の鉄道を破壊し、16日より退去を開始してフルダ市まで移動、19日にはハナウに到着してフランクフルトの第8軍と合流した。16日にバイエル軍はマーブルクに到着、ここで部隊を分離して本体がカッセルを衝くとともに一隊をヘルスフェルトからアイゼナハ経由で鉄道を遮断してメルサンゲンからカッセル南方に進出する計画であった。しかし、カッセル軍の退却が早かったため、19日の夕方にカッセル市に到着したバイエル軍は捕捉に失敗した。ヘッセン公はカッセルを去らずに軍主力と離れて近衛兵だけヴィルヘルムスホーエの古城に留まった。22日、プロイセン軍はヘッセン公と交渉し、プロイセン主導のドイツ連邦改革への参加を求めたが、ヘッセン公は応じなかったため捕虜となりオーデル川畔のシュテッティン要塞に幽閉した後、ポメラニアの城へ移送した。こうしてヘッセンはプロイセン軍の勢力下におかれた。

### ランゲンザルツァの戦い
6月15日にハノーファー市を放棄してゲッティンゲンに集結したハノーファー軍は歩兵4個旅団、騎兵1個旅団、砲兵1隊であり、歩兵合計約15,000人、騎兵2,200人、大砲42門、指揮官はアレクサンダー・フォン・アレントシルト中将であった。17日にハノーファー市、19日にカッセル市をプロイセン軍は占領した。17日には盲目のハノーファー王もゲッティンゲンの本営に位置し、国民に布告を出して戦意を煽った。ハノーファー軍はプロイセン軍の猛追により充分な戦備ができなかったが、18日までになんとか、北方ハノーファー方面にヴォー旅団、西北ミンデン方面にボートメル旅団、南方カッセル・ウィッチェンハウゼン方面にベロウ旅団、騎兵隊を西北と南方の中間にそれぞれ配置して警戒にあった。ハノーファー軍は18から20日までの3日間かけて鉄道を破壊した後、ゲッティンゲンを脱出してオーストリア側諸邦軍と合流することとなった。20日にハノーファー軍はゲッティンゲンを脱出し、21日にハイリゲンスタットに到着、更にミュールハウゼン経由を通り、目的地のアイゼナハへ向かう途上でランゲンザルツァの戦いが起きた。プロイセン軍ではカッセル市のバイエル軍をアイゼナハに向かわせると共にゲッティンゲン市のゲーベン師団を前衛としてマントイフェルの主力をクロイツブルクに向かい、フリース旅団（約8,000人）を分派して鉄道を利用してマクデブルクからゴータに前進させて包囲を行う計画であった。23日にマントイフェルの主力軍がゲッティンゲンに入城した頃にはハノーファー軍はゴータに入り、バイエル軍のアイゼナハ到着は25日頃の見込みであって行程ではハノーファー軍がアイゼナハに先着することは可能であった。しかし、プロイセンから「1年間の不戦を誓えば南下を認める」との条件提示に一時妥協派の存在もあって交渉に時間を取られ、南下が遅れてしまった。結局、提案は拒絶となり、ハノーファー軍はベロウ師団を先頭にアイゼナハを目指して行軍した。
25日、アイゼナハとクロイツブルクに先着したのはプロイセン軍であった。また同日には包囲のために東方から大迂回したフリース旅団もゴータに布陣した。26日、ハノーファー軍はウンストルト川東岸に布陣した。27日早朝、プロイセンのフリース旅団はゴータを出発してランゲンザルツァに向かい、午前8時半頃からヘニングスレーベン付近でハノーファー軍の前哨兵と遭遇し、更に前進を続けた。ハノーファー軍はウンストルト川西岸のユーゲンヒーゲル丘陵ので一時交戦したが、東岸の本陣に撤退し、陣地を奪われた。ランゲンザルツァ市を守備していたスツールベ大佐も同様に退いた。
ランゲンザルツァ市からウンストルト川西岸付近にあるユーゲンヒーゲル高地を確保したプロイセン軍は砲列を敷いて対岸のハノーファー軍陣地を砲撃した。ハノーファー軍の司令官アレントシルトはプロイセン軍の進出を知ると直ちに総予備隊のクネゼック旅団に前哨部隊の応援を命じたが、退却する友軍と共に本陣に退却した。12時半ごろ、東岸のキルヒベルク高地のアレントシルトは機を見て攻勢を企画していたが、この状況を見て守勢を取ることに決心し、キルヒベルク高地に砲兵を集め、盛んに対岸のユーゲンヒーゲル高地にいるプロイセン軍を砲撃した。しかし、これを見たハノーファー軍左翼のボートメル旅団は独断で渡河を仕掛けた。これに呼応してアレントシルトは右翼のベロウ旅団を渡河を命じ、帰還した総予備隊のクネゼック旅団を中央に待機させて戦機を覗った。ボートメル旅団は対岸からの射撃を受け、多大な損害により一度は渡河に失敗したが、再度前進してなんとか対岸にたどり着いたが、火薬が湿気てしまったところをプロイセン軍から挟撃され、東岸に退却した。この攻撃でボートメル旅団は1/4の損害を出した。左翼の渡河が失敗した頃、右翼のベロウ旅団は有利に進み、13時半頃には西岸のプロイセン軍を撃破してユーゲンヒーゲル高地を奪還することに成功した。この情勢で中央に待機していたクネゼック旅団も投入され、多くの捕虜を得た。ハノーファー軍は前進を続けて16時頃にはランゲンザルツァ市付近を占領した。アレントシルトは歩兵の整理を行うとともに、騎兵に追撃を命じて18時頃にはヘニングスレーベンに至った。プロイセン軍は出発地点のゴータまで退却した。この戦闘ではハノーファー軍の死者約360人、負傷者1,050人で損失合計は約1,400人、馬300頭であったのに対し、プロイセン軍の死傷者は約900人、捕虜約1,000人、鹵獲された小銃は約2,000丁であった。夜になってハノーファー軍司令官のアレンシルトは死体埋葬のための数日間の休戦を申し出たがプロイセン軍のフリースは拒否した。
27日の夜明け前、ランゲンザルツァの敗報を聞いたプロイセン軍司令官のファルケンシュタインは鉄道でゴータに援兵を送って立て直し、更に28日にフリースに前衛に命じて40,000人の兵力で再度ランゲンザルツァへ向かわせた。この大軍を見たハノーファー軍は和議を国王に上申し、ハノーファー国王も降伏を許した。6月29日、ハノーファー軍は降伏し、ハノーファー王ゲオルク5世と王子のアウグストは移送されてイェーナからアルテンブルク、更にオーストリア帝国のウィーンへ亡命し、ハノーファー王国は滅亡した。ハノーファー王国の降伏が伝わると、オーストリア帝国側についたオルデンブルク大公国、ブラウンシュヴァイク公国、メクレンブルクおよびカッセル付近の諸邦はプロイセン軍に恭順し、6月15日以来2週間でドイツ北部および西部はプロイセン王国に征服された。

### キッシンゲンの戦い
ランゲンザルツァの戦いの後、プロイセン軍司令官のファルケンシュタインは自軍を「マイン軍」と称し、マイン川周辺に所在するオーストリア帝国側についたドイツ南部諸邦の軍を攻撃することとした。7月2日、アイゼナハに45,000人を集結させたファルケンシュタインのマイン軍は東南方面のフルダに向けて前進を開始した。この方面にはオーストリア帝国側についたバイエルン国王の率いる第7軍団52,000人とヘッセン公の率いる第8軍団48,000人の2集団があった。第7軍団はヴュルツブルクに集結し、ハノーファー軍を支援するためにコーブルクからマイニンゲンに進出したが、ハノーファー軍の降伏を知ってフランクフルト・アム・マインにある第8軍団との合流を目指し、7月7日にヘルスフェルトで合流するため行軍を始めた。第7軍団の内の2個旅団は合流に先立つ4日にゲーベン師団のプロイセン軍と遭遇し、デルムバッハの戦いで撃破された。バイエルン王はフルダ南方で第8軍団と合流するつもりだったが、3日にケーニヒグレーツの戦いでオーストリア本軍が大敗したことを知り、途中で王はフランクフルトに退却し、第7軍団はザール川方面に退いた。マイン軍のファルケンシュタインは第7軍団を追撃し、9日にはブッヒェナウからバイエルン国境を越え、10日キッシンゲンの戦いとハンメルブルクで第7軍団を撃破した。第7軍団はシュウエンフルトおよびヴュルツブルク方面に敗走し、ファルケンシュタインはなおも追撃を続けるつもりであったが、参謀本部よりマイン川北方の敵を掃討する指令を受けたため、11日には軍を返した。

### アシャッフェンブルクの戦い
マイン軍はバイエル師団を右翼にゲルンホーゼル経由、ゲーベン師団を左翼にザール川沿いで前進し、ヘッセン公の第8軍団が居るフランクフルトを目指した。マイン軍はアシャッフェンブルク経由でフランクフルトの側面を衝こうと企画したが、ヘッセン公アレクサンダーはプロイセンの企画を察知し、12日には鉄道を使ってダルムシュタット軍をアシャッフェンブルクに送り込んで、更なる本隊到着まで決戦を禁じる命令を出した。しかし、ダルムシュタット軍のベルグラス将軍は戦機を失うことを恐れて13日にプロイセン軍がスベサルトの狭隘地を越えるタイミングを狙って戦端を開いた。ゲーベンが逆襲したことによりベルグラスは敗れ、アシャッフェンブルクに退却した。同夜にはアシャッフェンブルクに第8軍団の援軍が到着していたが、既に時を逸していた。14日、プロイセンはアシャッフェンブルクを攻略し、マイン川の橋も確保した。この戦いで第8軍団は1,500人の損害を出した。ヘッセン公アレクサンダーは敗報を聞いてフランクフルトを放棄し、14日の内に第8軍団を率いてマイン川南方を迂回してヴュルツブルクに居るバイエルン王の第7軍団と合流した。
プロイセン軍は16日にハーナウを経由して夕方にはフランクフルトを占領し、プロイセン王の名のもとにフランクフルト、ヘッセン、ナッサウの占領、フランクフルト政府の解散、反プロイセン新聞の発行禁止、600万グルデンの賠償金および食料の調達を布告・命令した。17日、マイン軍を指揮していたファルケンシュタインはボヘミア占領地の総督に転任し、代わってマントイフェルが後任となった。マントイフェルは更にフランクフルトに1,900万グルデンの支払いを命じ、兵士を5日間休息させた。マイン軍は北方のオルデンブルク、ハンブルク、ブレーメンからの増援を受けて兵力は66,000人に膨れ上がった。ドイツ西部が平定されたため、これらの軍団が東部戦線へ派遣可能となった。

### マイン川の戦い
7月21日、マントイフェルはフランクフルトの守備に6,000人を後置し、60,000人のマイン軍を率いて東進を開始した。前日の20日にはゲーベン師団を先発させてダルムシュタットを攻略させていた。一方、オーストリア帝国側の第7、第8軍団もヴュルツブルクから西方に進出したため遭遇戦となった。24日、タウバー川畔に進出したプロイセン軍はタウバービショフスハイムおよびヴェルバッハの付近で第8軍を遭遇して撃破し（タウバービショフスハイムの戦い、ヴェルバッハの戦い）、対岸への橋頭堡を確保した。25日には渡河進撃によりゲルクスハイム付近で第8軍団を撃破（ゲルクスハイムの戦い）、ヘルムシュタット付近で第7軍団を連破しヘルムシュタットの戦い、26日には再びロスブルン付近で第7軍団を破って（ロスブルンの戦い）、ヴュルツブルク付近まで追撃した。27日にはヴュルツブルク要塞を砲撃したが効果が薄かった。しかし、28日には籠城側は降伏となり、プロイセン軍がヴュルツブルクを占領した。更に同日は戦争としての休戦が命じられ、ドイツ西部の戦いはプロイセン軍に有利な形で終結した。

## ボヘミアの戦い
プロイセン軍はオーストリアの首都ウィーンを目指し、その前地となるボヘミアは主戦場となった。
この戦争の主体勢力であったプロイセン・オーストリア両国の間にはリーゼン山脈およびエルツ山地があり、プロイセン軍はこれらの山脈を越えてボヘミアへ侵攻した。オーストリア軍ではリーゼン山脈越えに対応するために本隊を中間地点のオルミュッツ要塞に配置した。プロイセン軍は6月5日頃、オーストリア軍は9日頃から集結を終えた。この方面のプロイセン軍は3個に分かれて下記へ集結した。
- エルベ軍46,000人はトルガウ付近[37]
- 第1軍93,000人はゲルリッツ付近[37]
- 第2軍115,000人はナイセ付近[37]

15日にはザクセン王国に最後通牒を送って拒絶され、16日にはエルベ軍が進発してザクセンに侵入して18日に首都ドレスデンを占領した。これに先立ってオーストリア側についたザクセン軍はアルベルト親王の指揮で本国を離れてボヘミアへ移動してオーストリア第1軍団と合流していた。プロイセン軍は分進合撃を企画してボヘミアへ進撃した。オーストリア軍のルートヴィヒ・フォン・ベネデック元帥はドレスデンの陥落より、この方面がプロイセン軍主力とみなしてオルミュッツを離れてエルベ川上流のヨーゼフシュタット要塞まで前進した。19日、プロイセンのエルベ軍は第1軍団とギッチンで合流すべく東進し、ランブルクを経由して国境を越え、25日頃にはボヘミア平野の北端ガベル市に到達した。プロイセン第1軍団は集結地ゲルリッツを進発してフリードラント、ツィッタウの山地を越え、オーストリアによって破壊された鉄道を修理しながら25日にボヘミア盆地のライヒェンブルクへ到達してエルベ軍と併進態勢を取った。

### ケーニヒグレーツの戦い
分散進撃してくるプロイセン軍の前に、オーストリア軍は7月3日ケーニヒグレーツの戦いで包囲され、大敗してしまう。
ビスマルクが心血を注いだプロイセン軍は、丈夫で装填時間が短い鋼鉄製の後部装填式大砲やドライゼ銃（世界初の後装式軍用ライフル）を装備し、装備の面でもオーストリア軍を遥かに凌駕していた。プロイセン軍の新兵器の圧倒的な火力と速射力の前に、従来通り銃剣突撃を繰り返すオーストリア兵は次々になぎ倒された。

## イタリア戦線
オーストリア軍はイタリア戦線では6月24日のクストーツァの戦い、7月20日のリッサ海戦に勝利するなど優勢であったが、ケーニヒグレーツの戦いにおける惨敗を補うことはできなかった。

## 戦後処理
ケーニヒグレーツでのオーストリア大敗を見たフランスのナポレオン3世がラインラントに軍を派遣してプロイセンに圧力をかけると、ビスマルクは7月11日に休戦条約の大綱をナポレオン3世に示し、ナポレオン3世は条約案を作成して14日にプロイセン、オーストリアに提示した。プロイセン有利な内容であり、戦況不利なオーストリアは20日に条約案に同意し、22日から27日まで休戦することとなった。以降仮条約の締結、休戦の延長を経て8月23日にプラハ条約が締結された。、プロイセンはオーストリアに対して領土を要求せず、賠償金も2000万ターラーしか要求しなかったが、シュレースヴィヒ＝ホルシュタイン公国全域とハノーファー王国、ヘッセン選帝侯国、ナッサウ公国、フランクフルト自由市（現在のフランクフルト・アム・マイン）を領有してドイツ東西のプロイセン領の統合を達成し、オーストリアを統一ドイツから排除した。オーストリアは同年10月12日、イタリア王国と個別に講和条約（ウィーン条約）を結び、ヴェネト地方をイタリアに割譲した。ハノーファー王ゲオルク5世、ヘッセン選帝侯フリードリヒ・ヴィルヘルム1世、ナッサウ公アドルフ（後にルクセンブルク大公を継承）はこれにより廃位された。
プロイセンはこの後、北ドイツ連邦を結成してドイツ諸邦の盟主となり、普仏戦争（1870年 - 1871年）でフランスのナポレオン3世を破ってドイツ統一を実現することになる。一方、オーストリアは翌1867年にオーストリア＝ハンガリーを成立させ、ドナウ河流域の統治に専念することになる。

## 参考図書
- 「普墺戦争」『歴史群像』第51号、学習研究社、2002年2月。
- オーストリア参謀本部戦史課 編、陸軍大学校 訳『普墺戦史』偕行社、1899年。
- 伊藤政之助「普墺戦争」『戦争史 西洋最近篇』 1巻、戦争史刊行会、1940年、55–344頁。doi:10.11501/1221129。